# اجلال آیدین
اجلال آیدین (انگلیسی: İclal Aydın؛ زادهٔ ۱۴ سپتامبر ۱۹۷۱) بازیگر، نویسنده، روزنامه‌نگار، مجری تلویزیون اهل ترکیه است.